# اودولو
اودولو (به ایتالیایی: Odolo) یک کومونه در ایتالیا است که در استان برشا واقع شده‌است.

## خصوصیات
اودولو ۶٫۵ کیلومترمربع مساحت و ۲٬۱۰۰ نفر جمعیت دارد.

## خواهرخوانده
شهر گونوسفانادیجا خواهرخواندهٔ اودولو هست.